# Martinus van Marum

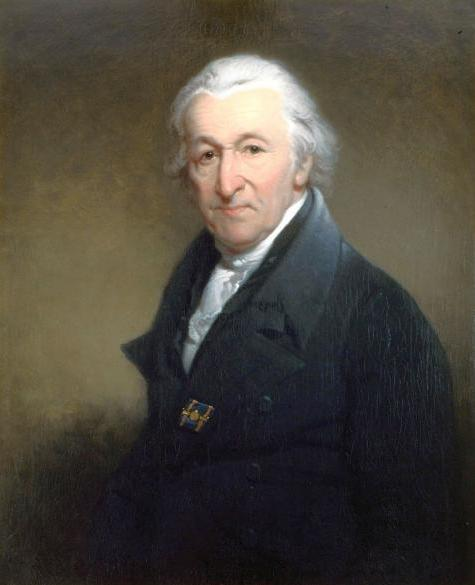
Charles Howard Hodges, Portret van Martin van Marum (1826)

Martin(us) van Marum (Delft, 20 maart 1750 – Haarlem, 26 december 1837) was een Nederlands arts, natuuronderzoeker en chemicus. Onder zijn supervisie als eerste directeur van het Teylers Museum werd de grootste elektriseermachine van zijn tijd gebouwd.

## Leven
Martinus werd geboren in 1750 te Delft, als de zoon van Petrus van Marum en Cornelia van Oudheusden. Zijn vader was gepromoveerd in 1736 als landmeter, landbouwkundige en ingenieur aan de Universiteit van Groningen. Petrus verhuisde naar Delft waar hij Cornelia trouwde in 1744. Tien jaar later kocht hij in Delft de plateelbakkerij De Romein, waar hij als meesterbakker werkte. Hun zoon Martinus volgde in Delft de Latijnse school. In 1764 verkocht hij De Romein en verhuisde hij met zijn gezin terug naar Groningen.
Daar schreef Martinus zich in aan de universiteit als student in de wijsbegeerte en de medicijnen. Door zijn leermeester Petrus Camper raakte hij bevlogen van de botanie. Hij haalde zijn doctoraal in de natuurwetenschappen in 1773 op een dissertatie over plantbewegingen en sapstromen; stadhouder Willem V was hierbij aanwezig in zijn hoedanigheid als beschermheer van de universiteit. In hetzelfde jaar promoveerde Van Marum tot doctor in de medicijnen.
Van 1776 tot 1780 was hij werkzaam als geneesheer in Haarlem. Hoewel hij in andere steden veel meer kon verdienen koos hij voor Haarlem vanwege het bloeiende intellectuele leven en de genootschappen die deze stad rijk was. Al snel ontwikkelde hij zich als (onbezoldigd) lector in de wijsbegeerte en wiskunde. In het openbaar gaf hij lessen aan de Haarlemse burgerij.
Op 21 mei 1777 werd hij door de Hollandsche Maatschappij der Wetenschappen aangesteld als directeur van hun Naturaliën Kabinet (feitelijk het eerste natuurhistorisch museum van Nederland) dat een collectie opgezette dieren bevatte. Daar was hij ook bijna een halve eeuw nauw betrokken bij het bedenken van hun prijsvragen. In 1782 huwde hij Joanna Bosch (1739-1821), de rijke en enig dochter van Jan Bosch (1713-1780), drukker van de Verhandelingen van de Hollandsche Maatschappij der Wetenschappen, en Catharine Blauuwduyf. Van Marum had haar leren kennen omdat hij de huisarts van de familie Bosch was.
In 1779 werd Van Marum lid van Teylers Tweede Genootschap en dacht mee over de indeling van het in aanbouw zijnde Teylers Museum. In 1784 werd hij daarnaast aangesteld als directeur (conservator) van zowel de Teyler's Physisch en Naturaliën Kabinetten maar ook van de Teylers Bibliotheek.
In 1821 overleed Van Marums vrouw, Joanna. Hoewel het huwelijk kinderloos was gebleven beviel zijn huishoudster Josina Keer acht jaar later van een buitenechtelijke zoon die ze Martinus noemde. Na een kort ziekbed overleed Van Marum in 1837 op 87-jarige leeftijd. Hij werd op 2 januari 1838 in Overveen begraven.

## Werk

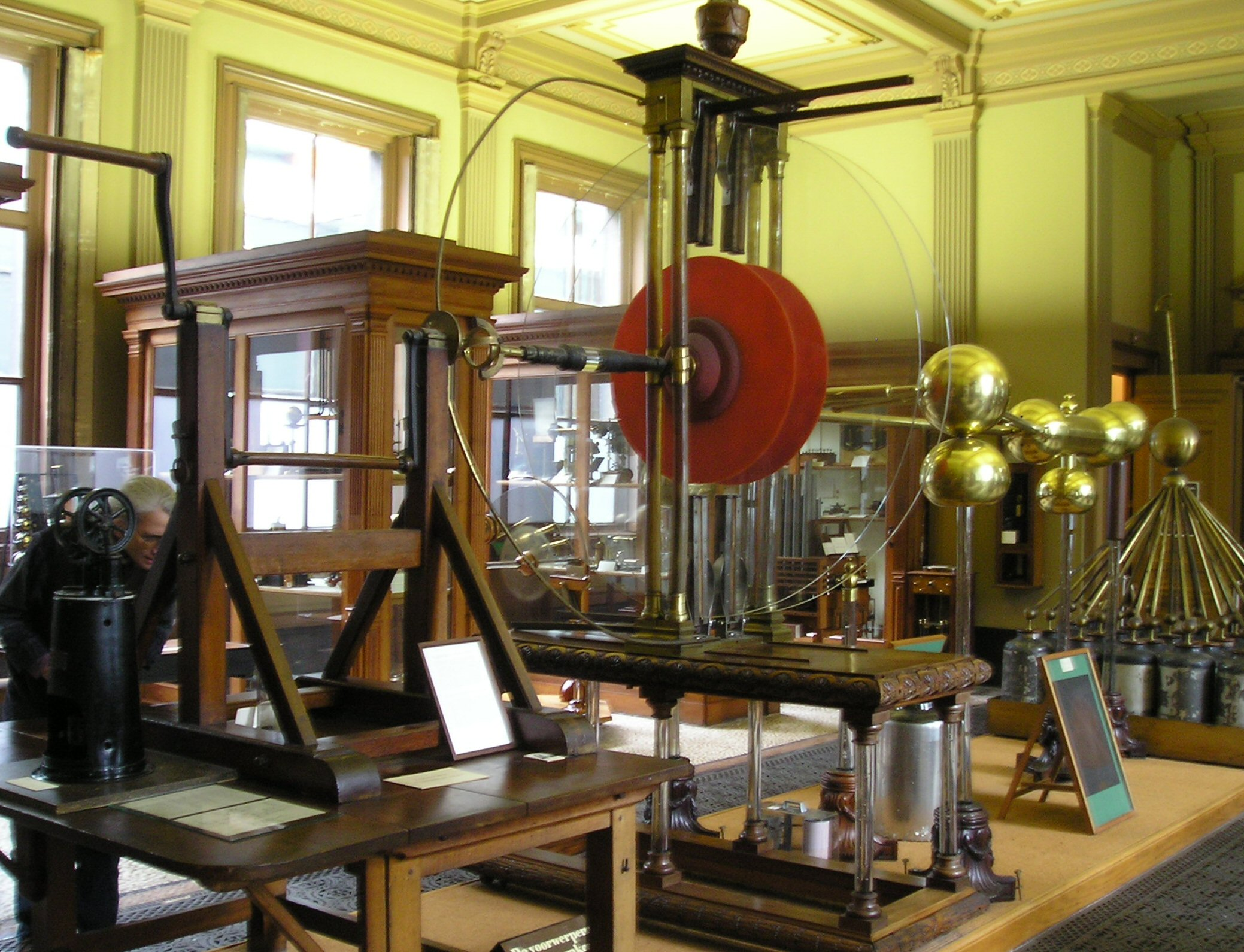
De grote elektriseermachine in Teylers Museum

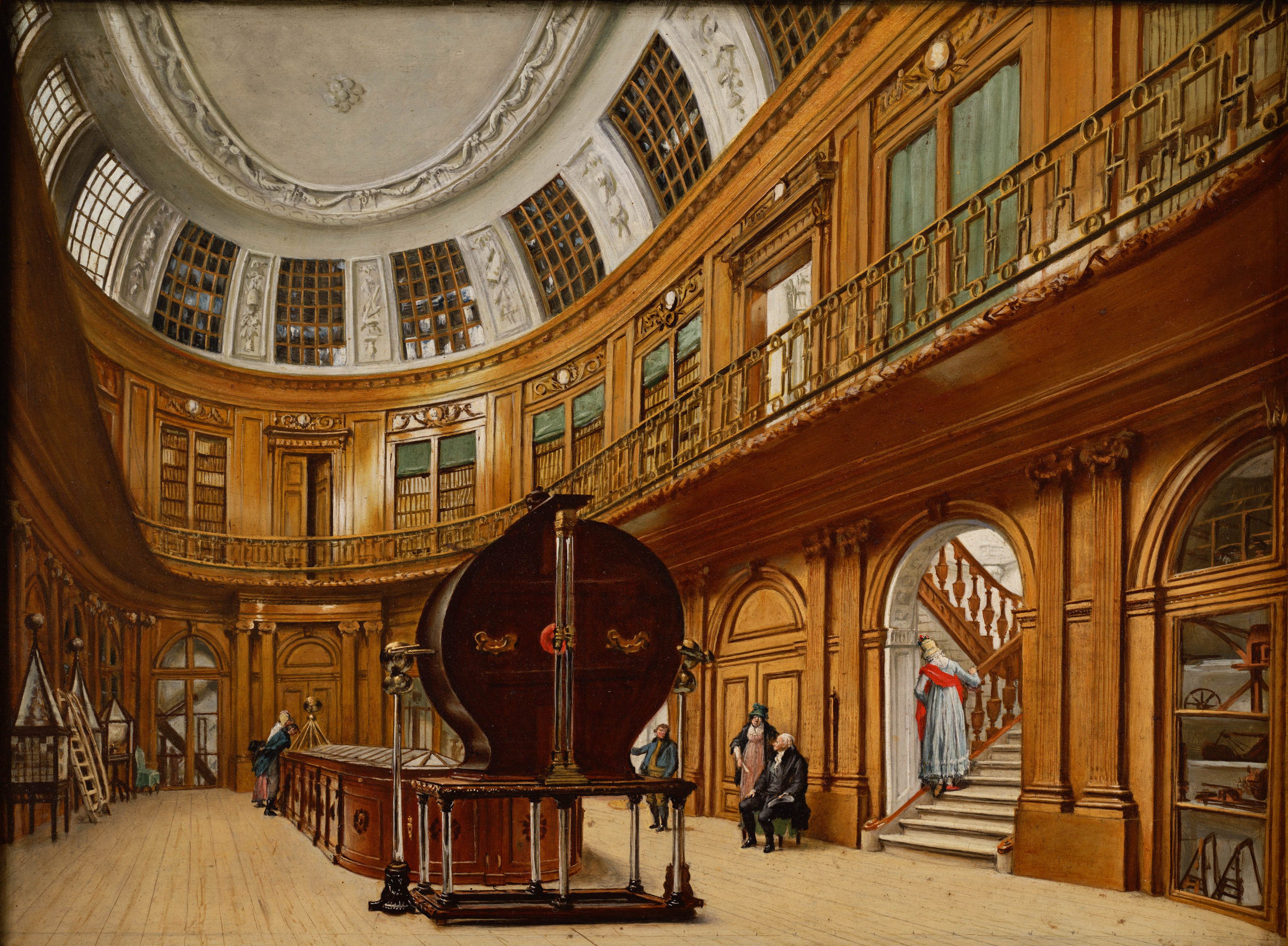
De Ovale Zaal van Teylers Museum, c. 1800-1820. Schilderij van Wybrand Hendriks. Op het schilderij is de grote elektriseermachine van Martinus van Marum te zien in haar oorspronkelijke opstelling in de Ovale Zaal van Teylers Museum

Toen Camper zich in 1773 terugtrok hoopte Van Marum dat hij diens leerstoel botanie zou krijgen, maar de universiteit passeerde hem ten gunste van een andere leerling van Camper, Wynoldus Munniks. Hij keerde op slag de botanie de rug toe en besloot zich geheel te wijden aan de studie van de elektrostatica. Samen met een vriend, de instrumentmaker Gerhard Kuyper, bouwde hij een elektriseermachine die in haar geheel onder een klok van een luchtpomp kon worden geplaatst. Resultaten van proeven met deze elektriseermachine, die hij in 1776 in "Verhandeling over het electrizeeren" publiceerde, werden in de wetenschappelijke wereld enthousiast ontvangen.
Naast elektriciteit deed Van Marum ook (chemisch) onderzoek naar gassen. Van Marums belangstelling hiervoor bleek uit zijn met goud bekroonde antwoord op de eerste prijsvraag die in 1778 door Teylers Tweede Genootschap was uitgeschreven. In zijn verhandeling over Gephlogisteerde en gedephlogisteerde luchten beschreef hij dat hij gevonden had dat er een volumevermindering optrad bij een elektrische ontlading op een afgesloten hoeveelheid dampkringlucht. Een jaar later trad Van Marum, als opvolger van Cornelis Elout, toe tot Teylers Tweede Genootschap; van 1804 tot zijn overlijden bekleedde hij zelfs het voorzitterschap ervan.
In 1783 werd Van Marum benoemd tot corresponderend lid van prestigieuze Franse Académie des Sciences en in 1789 lid van de Royal Society. Hij is lid geweest van de Nederlandse vereniging van chemici van 1790 tot 1808. Op 19 mei 1794 volgde Van Marum Christianus van der Aa (1718-1793) op als secretaris van de Hollandse Maatschappij der Wetenschappen, een functie die hij vervulde tot aan zijn overlijden in 1837. Met zijn tact en wetenschappelijke relaties wist hij de Haarlemse collecties ongeschonden door de Franse Republiek (1793-1813) te leiden. Na herstel van de monarchie was hij actief betrokken bij de oprichting van het Koninklijk Instituut van Wetenschappen, Letteren en Schoone Kunsten, de voorloper van het huidige Koninklijke Nederlandse Akademie van Wetenschappen. In 1814 werd hij door koning Willem I benoemd tot Ridder in de Orde van de Nederlandse Leeuw.
Van Marum was nauw betrokken bij de aankoop en het ontwerp van de grote elektriseermachine, gebouwd door de Engelse instrumentenmaker John Cuthbertson. Met deze elektriseermachine onderzocht hij tot ongeveer 1798 de invloed van elektriciteit op verschillende materialen, planten, dieren en zelfs mensen. Maar Van Marum nam zijn taak tot onderzoek voor het algemeen nut ook zeer serieus, en hij deed in het kader van zijn aanstellingen onderzoek naar enkele zeer praktische toepassingen van wetenschap. Zo deed hij onderzoek naar een efficiënte ventilatie voor oorlogsschepen, een manier om snel grote hoeveelheden voedsel te bereiden in de armenzorg (snelkookpan), een draagbare brandspuit, een toestel voor drenkelingenzorg en bliksemafleiders.
Vanaf 1798 nam de interesse in de chemie en statische elektriciteit sterk af en legde Van Marum zich meer toe op de paleontologie, mineralogie en de geologie. In 1784 schafte hij al een schedel aan van een Mosasaurus, gevonden in Limburg, en na 1798 legde hij uitgebreide verzamelingen aan op deze takken van wetenschap. Hij kocht collecties op bij veilingen, handelaren en tijdens zijn Europese reizen. In 1802 schafte hij bijvoorbeeld een collectie perenhouten kristalmodellen van René Just Haüy aan.
In 1803 sloot Van Marum de plantkunde weer in de armen. Oorzaak was een ruzie tussen hem en Directeur Adriaan van Zeebergh – met wie hij een levenslange vete voerde. Deze had Van Marum laten weten dat het definitief afgelopen moest zijn met het tot ‘kolossale hoogte’ verheffen van de museumcollectie. Van Zeebergh boog het beleid van Teylers Stichting om naar meer liefdadigheid en minder wetenschap. Aan zijn buitenverblijf 'Plantlust' aan het Spaarne hield Van Marum zich intensief bezig met het kweken van vooral exotische gewassen. Vanaf 1803 besteedde hij dan ook aanzienlijk minder tijd aan het werk voor en in Teylers Museum.

## Wetenschappelijke contacten en reizen
Van Marum had een groot internationaal wetenschappelijk netwerk opgebouwd. Dit deed hij door middel van enkele internationale reizen tussen 1782 en 1802, en vele briefwisselingen die hij onderhield met wetenschappelijke voorlopers. Van Marum bekostigde zijn reizen voornamelijk zelf, wat mogelijk was door zijn huwelijk met Joanne Bosch.
In 1782, kort na zijn trouwen, ging hij met zijn vrouw naar de Oostenrijkse Nederlanden (Brabant en Luik) en bezocht hij Aken – in zijn verslag ligt de nadruk echter vooral op de kabinetten en collecties die hij daar bezocht. In 1785 bezocht hij ruim een maand Parijs, en tijdens deze reis lag de nadruk vooral op de elektriciteit, en ontmoette hij diverse kopstukken in de wetenschap – waaronder toenmalig ambassadeur naar Frankrijk en wetenschapper Benjamin Franklin en de geoloog Barthélemy Faujas de Saint-Fond – en kreeg hij voldoende terugkoppeling en suggesties voor verder onderzoek en correspondentie.
In 1786 was Duitsland aan de beurt, waar hij voornamelijk de mijnen en verzamelingen in Saksen bezocht maar ook veel andere Duitse steden aandeed. Hij correspondeerde met diverse wetenschappers in Halle, en mede dankzij die contacten werd hij later, in 1820, ook corresponderend lid van de in 1652 opgerichte Deutsche Akademie der Naturforscher Leopoldina. Dit genootschap had in Freiburg een uitgebreid mineralenkabinet, wat hij samen bezocht met Toussaint von Charpentier, hoogleraar aan de Bergakademie. Ook in 1787 (Mannheim en Straatsburg) en 1790 (Göttingen) deed hij Duitsland aan.
In 1790 reisde Van Marum af naar Engeland, waar hij in Londen zijn vriend Jan Ingen-Housz bezocht, maar het doel was om lid te worden van de Royal Society. Hij probeerde hiervoor in een goed blaadje te komen bij Sir Joseph Banks, de voorzitter van de Society, maar het zou uiteindelijk nog tot 1798 duren voor hij daadwerkelijk lid zou worden. Hij bezocht daarnaast diverse instrumentenmakers in het land en bestelde er ook enkele instrumenten voor het museum.
In 1796 bezocht hij nogmaals kort Parijs, en in 1798 volgde een langduriger bezoek aan Midden-Duitsland met enkele musea en aluinmijnen. Hij bezocht er ook enkele van de Duitse bekende wetenschappers waar hij wederom een langduriger relatie mee aanknoopte. Aan het einde van zijn reis kwam hij ook in contact met de hertog van Gotha en Goethe in Weimar. In 1802 volgde zijn laatste grote reis naar Duitsland, Zwitserland en Frankrijk – met een sterke nadruk op de geologie en mineralogie.
Van Marum was bij zijn reizen niet alleen bezig met het vergaren van kennis, maar maakte ook van de gelegenheid gebruik om zijn contacten aan te halen met de wetenschappelijke top en nieuwe contacten aan te leggen. Mede dankzij de reizen onderhield hij een vrij uitgebreide correspondentie met zo'n 300 personen, waarvan er 2500 brieven bewaard zijn gebleven waarin wetenschappelijk werd onderhouden en uitkomsten van experimenten werden uitgewisseld. Daarnaast schafte hij op de reis spullen aan en maakte hij afspraken om samples uit te wisselen.

### Correspondentie
- La correspondance de Haüy et de Van Marum, geredigeerd door R. Hooykaas, Bulletin de la Société française de minéralogie et de cristallographie, deel 72, 1949
- La correspondance de Claude-Louis Berthollet et Martinus Van Marum (1786-1805), geredigeerd door Michelle Sadoun-Goupil, Revue d'histoire des sciences, deel 25, Nr. 25-3, p. 221-252, 1972
- La correspondance d'André Thouin (1747-1824) et de Martinus van Marum (1750-1837), 1796-1818, geredigeerd door Madeleine van Strien-Chardonneau, Lias, Sources and documents relating to the early modern history of Ideas, vol. 24/1, 1997, p. 67-123.

## Secundaire literatuur
- The Great Van Marum Electrical Machine, B. Dibner, The Natural Philosopher, 1963, 2, p. 67-103
- Martinus van Marum, Life and Work, R.J. Forbes, Tjeen Willink en Zoon, 6 delen, 1969-1976
- The researches of Dr. Martinus van Marum (1750-1837) on the influence of electricity on animals and plants, W.D. Hackmann, Medical History, januari 1972, 16(1), p. 11–26
- The design of the triboelectric generators of Martinus van Marum, F.R.S. A case history of the interaction between England and Holland in the field of instrument design in the eighteenth century, W.D. Hackmann, Notes and Records of the Royal Society of London, 1971
- Martinus Van Marum, 1750-1837. Een elektriserend geleerde, A. Wiechmann en J.C. Palm, Joh. Enschede en Zonen, 1987
- De kleine Van Marum encyclopedie, oftewel verklarende woordenlijst. Verschenen ter ere van de tentoonstelling Martinus Van Marum (1750-1837), elektriserend geleerde in tijden van Verlichting & Revolutie, R. Sijmons, Teylers Museum, 1987/1988
- Martinus van Marum: A Dutch Scientist in a Revolutionary Time, Dr.-Ing. L.M.L.F. Hosselet, Eindhoven University of Technology Research Reports, 1988
- Martinus Van Marum and the great electrical machine of Haarlem, D. Stillings, Medical Instrumentation, deel 9(4), p. 195-196
- Van Stevin tot Lorentz. Portretten van achttien Nederlandse natuurwetenschappers, hoofdstuk 10, Martinus van Marum, door H.A.M. Snelders. Uitgeverij Bert Bakker, Amsterdam 1990. ISBN 90-351-0886-8